# جواد عباسی کنگوری
جواد عباسی کنگوری (معروف به جواد آزاده یا جواد آملی) بازجو و شکنجه گر وزارت اطلاعات جمهوری اسلامی بود. پس از افشای شکنجه متهمان پرونده قتل‌های زنجیره ای، او به همراه چهار تن دیگر از اعضای تیم بازجویی از وزارت اطلاعات اخراج شدند. او پس از اخراج از وزارت اطلاعات جذب یک نهاد امنیتی موازی شد.

## دستگیری و اخراج
با انتشار فیلم نحوه بازجویی از متهمان قتل‌های زنجیره‌ای، پیگیری‌های بعدی محمد خاتمی رئیس‌جمهور وقت، منجر به دستگیری اعضای تیم بازجویی و سر تیم آنها جواد عباسی کنگوری معروف به «جواد آزاده» شد. گفته می‌شود او همان کسی است که در فیلم اعتراف‌گیری از فهیمه دری نوگورانی همسر سعید امامی، چند بار با نام مستعار دیگر خود یعنی «آملی» مورد خطاب این زندانی قرار می‌گیرد.
عبدالله ناصری مشاور وقت خاتمی می‌گوید که «ماجرای قتل‌های زنجیره‌ای عواملی داشت که در رأس آن سعید امامی بود و آقای کاظمی -مدیرکل امنیت داخلی وزارت اطلاعات- و چند نفر دیگر که در پشت پردهٔ پروژهٔ قتل‌های زنجیره‌ای بودند. یکی از چهره‌های عملیات داخلی وزارت اطلاعات به نام «ج. الف»، که در واقع به عبارتی رأس قصه بود، وقتی با پیگیری‌های آقای خاتمی در زمرهٔ اخراج شدگان قرار گرفت، توسط یکی از نهادهای بالادستی تحت حفاظت و مصونیت قرار گرفت و بعد که با پیگیری‌های آقای خاتمی پروندهٔ قتل‌های زنجیره‌ای به جریان افتاد و عملاً روند رسیدگی شروع شد، این فرد مدیر اصلی پروژهٔ رسیدگی به پروندهٔ قتل‌ها شد؛ یعنی آقای «ج. الف» که عنصر اصلی و استراتژیک اطلاعاتی بود، رفت و در آن نهاد مورد حمایت قرار گرفت و شد سربازجوی اصلی پروندهٔ قتل‌های زنجیره‌ای. ظن بسیار قوی بر این است که ایشان موجبات خودکشی اجباری و مرگ آقای سعید امامی را طراحی کرد؛ ظاهراً در بازجویی‌های اولیه، سعید امامی برخی مسایل را بیان کرده بود و از ترس اینکه مبادا اطلاعات آقای امامی به بیرون درز کند، او را در زندان با عنوان اینکه داروی نظافت خورده، به قتل رساندند.» او همچنین می‌افزاید که «عملاً مسیر پرونده را با آوردن خانم سعید امامی به پرونده و گرفتن اعترافات اجباری عوض کردند که اول و آخر این پرونده بشود سعید امامی و او هم که از بین رفته و زنده نیست. همسرش هم اعترافات اجباری کرد، آن فیلم‌هایی که در فضای مجازی منتشر شد، تمام آن بازجویی‌ها توسط همین آقای «ج. الف» از همسر سعید امامی صورت گرفت.»
در واکنش به انتشار فیلم شکنجه، در تابستان ۱۳۸۰ جواد آزاده و سایر اعضای تیم بازجویی، کتابچه ای محرمانه را که به «جزوه ۸۰ صفحه ای» معروف شد در سطح نهادهای حکومتی ایران توزیع کردند. این جزوه، بر ادعاهای قبلی تأکید داشت که سعید امامی و همکارانش افرادی نفوذی، ضدانقلاب و منحرف و وابسته به سازمان‌های جاسوسی اسراییل و آمریکا هستند و اعترافات دستگیرشدگان، چیزی جز حقیقت نبوده‌است. در ادامه فضایی که پس از انتشار فیلم شکنجه‌ها به وجود آمد، پرونده از تیم جواد آزاده گرفته شد و به گروه دیگری سپرده شد. سپس، برخی از دستگیرشدگان پرونده قتل‌ها آزاد شدند و در عوض، جواد آزاده و همکارانش به زندان افتادند.
به گفته برخی او پس از اخراج از وزارت اطلاعات به همراه چند نفر دیگر از اخراج شدگان مرتبط با قتل‌های زنجیره‌ای جذب یک نهاد امنیتی موازی شد.